# Dulap

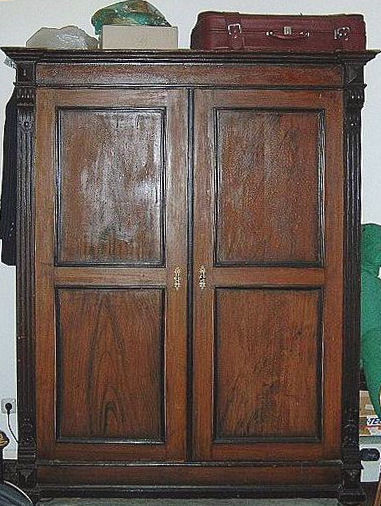
Un dulap de 100 de ani

Dulapul este o piesă de mobilier confecționată cel mai des din lemn constând într-un spațiu închis prevăzut cu rafturi folosit în general pentru depozitarea hainelor.
La origine, dulapul însemna o roată pentru depănarea firului de borangic.

## Imagini

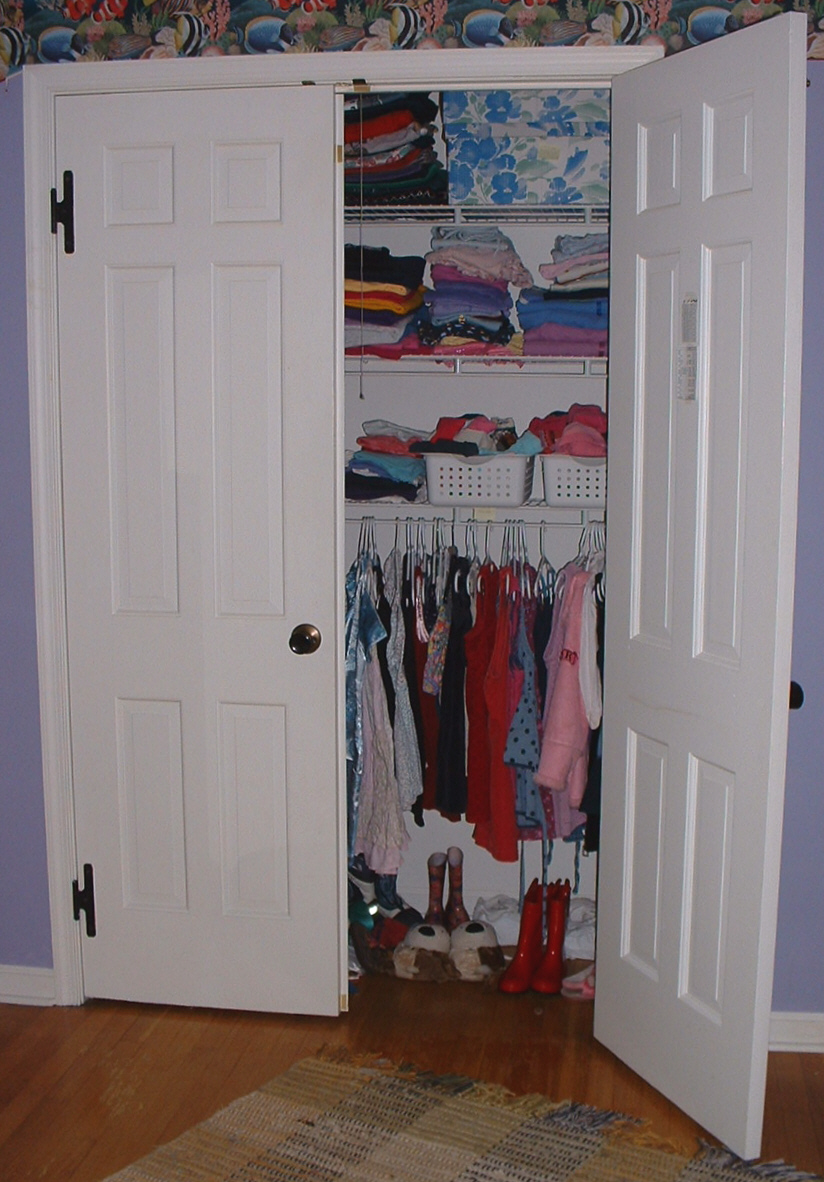
Dulap în perete.
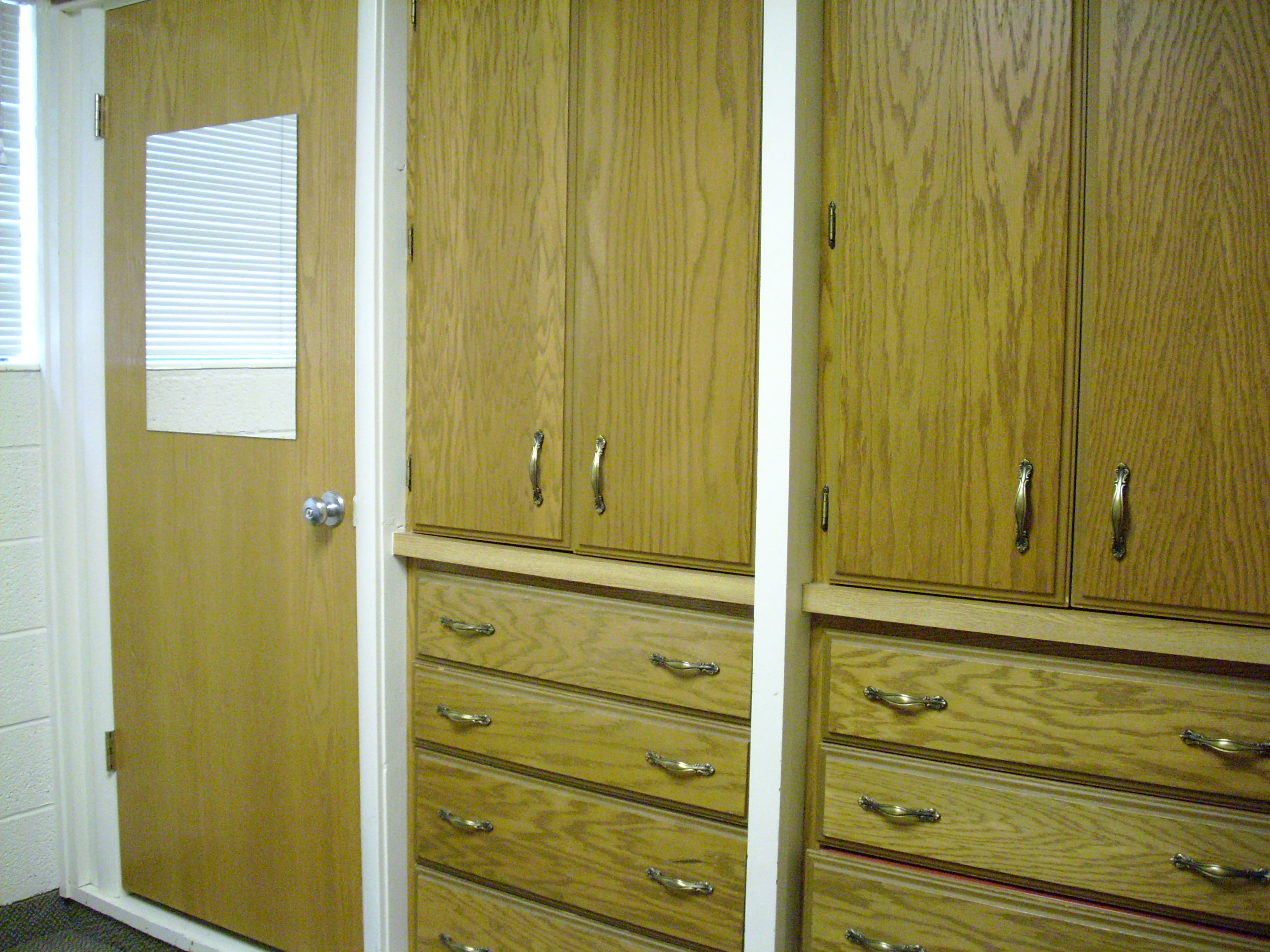
Serie de dulapuri
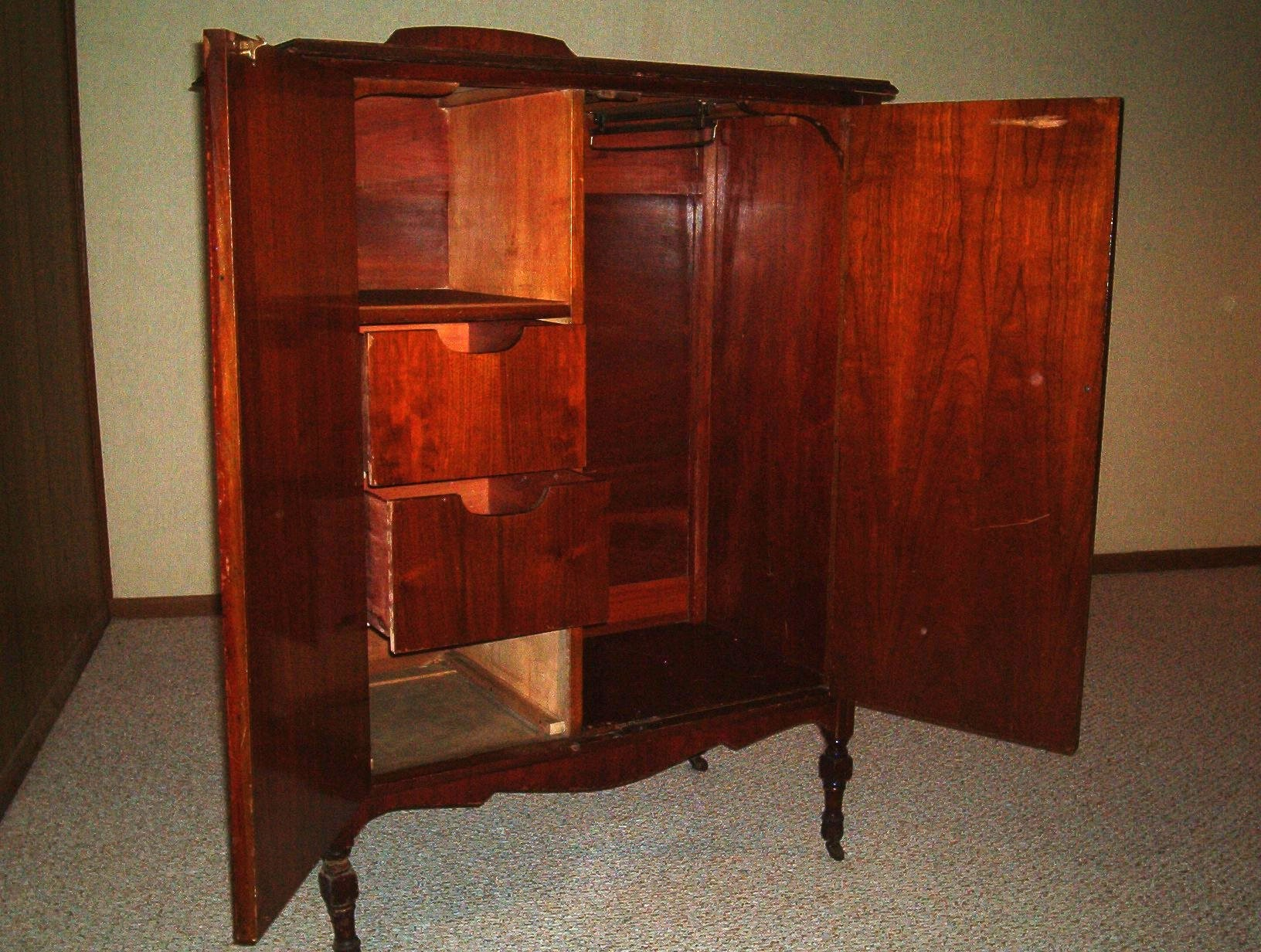
Un dulap deschis
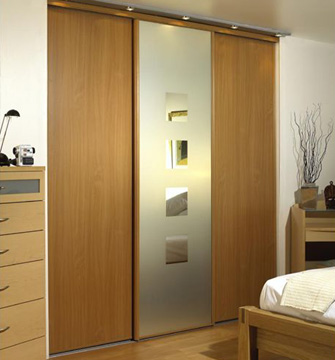
Un dulap modern, rulant